# Jarne Van de Paar
Jarne Van de Paar (Balen, 12 de enero de 1998) es un ciclista belga que milita en el equipo Lotto Cycling Team.

## Palmarés
2023
- 1 etapa del Tour del Lago Taihu
- 1 etapa del Tour de Loir-et-Cher

2024
- Gran Premio Jean-Pierre Monseré[1]

## Equipos
- Lotto (2023-)
  - Lotto Dstny (2023-2024)
  - Lotto Cycling Team (2025-)